# Журавеньки
Журавеньки (укр. Журавеньки) — село в Букачёвской поселковой общине Ивано-Франковского района Ивано-Франковской области Украины.
Население по переписи 2001 года составляло 240 человек. Занимает площадь 8,231 км². Почтовый индекс — 77064. Телефонный код — 03435.